# 中島彩 (長崎国際テレビ)
中島 彩（なかしま あや、1989年9月14日 - ）は、長崎国際テレビ (NIB) のアナウンサー。
長崎県佐世保市出身。2012年4月に長崎国際テレビに入社。

## 担当番組
- news every. ローカルパート[2] - キャスター
- NNNストレイトニュース[2]
- NIBニューススポット[2]
- NIB開局25周年記念番組 十八銀行プレゼンツ 関口宏 長崎ぶらぶら旅（2015年5月15日） - ナレーター[4]
- DEJIMA博を100倍楽しむ方法〜キンコン西野の長崎ぶらり〜（2015年9月18日） - ナレーター[5]
- 吉村崇、無人島を買う！（2019年1月26日）[6]